# アイトール・ララサバル
アイトール・ララサバル・ビルバオ（Aitor Larrazábal Bilbao、1971年6月21日 - ）は、スペイン・バスク州ルフア出身の元サッカー選手、現サッカー指導者。ポジションはディフェンダー。現在はSDログロニェスの監督を務める。
現役時代は、アスレティック・ビルバオのみで公式戦440試合以上に出場したワン・クラブマンであり、同クラブではPKキッカーを任されていたほどのシュート精度を持つ。また、PKの影響もあり、ラ・リーガでは13シーズン連続で得点を挙げた。

## 選手経歴
ララサバルはバスク州のビルバオにあるルフア地区に生まれ、11歳の時にアスレティック・ビルバオのカンテラに加入した。1989-90シーズン、リザーブチームでプロデビューを果たした。このデビューシーズン、ララサバルは18歳だったが、リーグ戦36試合に出場して1ゴールを挙げた。
1990年9月2日、CDテネリフェとのリーグ戦でトップチームデビューを飾った。この1990-91シーズンも1部デビューシーズンながら20試合に出場し、翌1991-92シーズンから正式にトップチーム昇格が決まった。1997-98シーズン、ララサバルはキャリアハイとなるリーグ戦7ゴールを挙げ、チームのリーグ準優勝に大きく貢献した。このシーズンにリーグ準優勝したことで、アスレティック・ビルバオは翌シーズンのUEFAチャンピオンズリーグ出場権を獲得した。
1998-99シーズン、ララサバルはキャリア初となるCL出場を果たした。グループリーグはユヴェントスFC、ローゼンボリBK、ガラタサライSKと同組だったが、1勝3分2敗の成績でギリギリのグループリーグ突破を成し遂げた。ララサバルは、第2節のローゼンボリ戦での一発退場以外は全試合にスタメンフル出場をし、グループリーグ突破に貢献した。GL突破を決めたアスレティック・ビルバオだったが、ベスト16のFCディナモ・トビリシ戦で2試合合計3-1と完敗し、アスレティック・ビルバオは大会敗退が確定した。
2000-01シーズン、Bチームからアシエル・デル・オルノがトップチームに昇格してくると、徐々に出番を奪われ始め、32歳となった2003-04シーズン終了後に現役引退を発表した。

## 監督経歴
ララサバルは現役引退後、すぐに指導者に転向し、2009年からセグンダ・ディビシオンBのSDレモーナの監督に就任にして指導者キャリアをスタートさせた。レモーナでは、クラブをリーグ戦6位に引っ張り、セグンダ・ディビシオン昇格プレーオフまであと一歩のところまで到達した。レモーナでの2シーズン目、クラブをコパ・フェデラシオン準優勝に導き、シーズン終了後にアスレティック・ビルバオのスポーツディレクター職に誘われ、SDに就任した。
2016年4月、セグンダBのマルベジャFC監督に就任した。しかし、わずか3ヶ月で解任され、解任後すぐにSDアモレビエタの監督に就任。
2017-18シーズンと2018-19シーズンはバラカルドCFを率いた。2018-19シーズンにはリーグ38試合18勝7分13敗の成績でセグンダ昇格プレーオフ出場を果たしたが、2部昇格には至らなかった。
2019-20シーズンはサラマンカCF UDSの監督に就任するも、2020年2月、成績不振によって解任された。
2020年6月30日、再びバラカルドCFの監督に就いた。
2022年6月、ゲルニカ・クラブの監督に就任した。
2023年12月26日、SDログロニェスの監督に就任した。

## 人物
実子のガイスカ・ララサバルも同じくサッカー選手である。2019-20シーズンにはアスレティック・ビルバオでもプレーし、現在はカーザ・ピアACに所属している。

## 個人成績

### クラブ
2021年3月9日現在
| クラブ                   | シーズン     | リーグ戦       | リーグ戦 | リーグ戦 | 国王杯 | 国王杯 | UEFA | UEFA | 合計 | 合計 |
| クラブ                   | シーズン     | ディヴィジョン | 試合     | 得点     | 試合   | 得点   | 試合 | 得点 | 出場 | 得点 |
| ------------------------ | ------------ | -------------- | -------- | -------- | ------ | ------ | ---- | ---- | ---- | ---- |
| ビルバオ・アスレティック | 1989-90      | セグンダ       | 36       | 1        | -      | -      | -    | -    | 36   | 1    |
| ビルバオ・アスレティック | 1990-91      | セグンダ       | 7        | 1        | -      | -      | -    | -    | 7    | 1    |
| ビルバオ・アスレティック | クラブ通算   | クラブ通算     | 43       | 2        | -      | -      | -    | -    | 43   | 1    |
| アスレティック・ビルバオ | 1990-91      | プリメーラ     | 18       | 0        | 2      | 0      | -    | -    | 20   | 0    |
| アスレティック・ビルバオ | 1991-92      | プリメーラ     | 28       | 1        | 8      | 2      | -    | -    | 36   | 3    |
| アスレティック・ビルバオ | 1992-93      | プリメーラ     | 33       | 1        | 0      | 0      | -    | -    | 33   | 1    |
| アスレティック・ビルバオ | 1993-94      | プリメーラ     | 32       | 4        | 3      | 0      | -    | -    | 35   | 4    |
| アスレティック・ビルバオ | 1994-95      | プリメーラ     | 32       | 3        | 3      | 0      | 6    | 0    | 41   | 3    |
| アスレティック・ビルバオ | 1995-96      | プリメーラ     | 36       | 2        | 5      | 1      | -    | -    | 41   | 3    |
| アスレティック・ビルバオ | 1996-97      | プリメーラ     | 37       | 5        | 3      | 0      | -    | -    | 40   | 5    |
| アスレティック・ビルバオ | 1997-98      | プリメーラ     | 32       | 7        | 4      | 0      | 4    | 1    | 40   | 8    |
| アスレティック・ビルバオ | 1998-99      | プリメーラ     | 29       | 2        | 0      | 0      | 8    | 1    | 37   | 3    |
| アスレティック・ビルバオ | 1999-00      | プリメーラ     | 26       | 4        | 1      | 0      | -    | -    | 27   | 4    |
| アスレティック・ビルバオ | 2000-01      | プリメーラ     | 25       | 4        | 3      | 0      | -    | -    | 28   | 4    |
| アスレティック・ビルバオ | 2001-02      | プリメーラ     | 26       | 3        | 4      | 0      | -    | -    | 30   | 3    |
| アスレティック・ビルバオ | 2002-03      | プリメーラ     | 21       | 2        | 1      | 0      | -    | -    | 23   | 2    |
| アスレティック・ビルバオ | 2003-04      | プリメーラ     | 15       | 1        | 0      | 0      | -    | -    | 15   | 1    |
| アスレティック・ビルバオ | クラブ通算   | クラブ通算     | 390      | 39       | 37     | 3      | 18   | 1    | 445  | 43   |
| キャリア通算             | キャリア通算 | キャリア通算   | 433      | 41       | 37     | 3      | 18   | 1    | 488  | 45   |

### 監督
2023年5月27日現在
| クラブ       | 就任           | 退任           | 記録 | 記録 | 記録 | 記録 | 記録   |
| クラブ       | 就任           | 退任           | 試   | 勝   | 分   | 敗   | 勝率   |
| ------------ | -------------- | -------------- | ---- | ---- | ---- | ---- | ------ |
| レモーナ     | 2009年7月1日   | 2009年6月30日  | 77   | 26   | 29   | 22   | 033.77 |
| マルベジャ   | 2016年4月26日  | 2016年6月15日  | 3    | 0    | 2    | 1    | 000.00 |
| アモレビエタ | 2016年6月15日  | 2017年6月5日   | 41   | 14   | 10   | 17   | 034.15 |
| バラカルド   | 2017年6月5日   | 2019年6月15日  | 79   | 34   | 25   | 20   | 043.04 |
| サラマンカ   | 2019年11月27日 | 2019年6月15日  | 11   | 2    | 2    | 7    | 018.18 |
| バラカルド   | 2020年6月12日  | 2020年12月27日 | 9    | 1    | 1    | 7    | 011.11 |
| ゲルニカ     | 2022年6月9日   | 2023年6月5日   | 38   | 15   | 10   | 13   | 039.47 |
| 通算         | 通算           | 通算           | 308  | 114  | 95   | 99   | 037.01 |